# 泰山路街道 (株洲市)
泰山路街道，中华人民共和国湖南省株洲市天元区下属的一个街道，因政府驻地道路而得名。

## 建制沿革
- 1997年8月，设置泰山路街道。

## 行政区划
泰山路街道下辖10个社区、4个管理处：
- 铁西社区、云里社区、滨江社区、家园社区、泰园社区、广场社区、大岭社区、泰西社区、金锦社区、谢家冲社区
- 天台管理处、徐家冲管理处、张家园管理处、新塘管理处